# Megastigmus strobilobius
Megastigmus strobilobius är en stekelart som beskrevs av Julius Theodor Christian Ratzeburg 1848. Megastigmus strobilobius ingår i släktet Megastigmus och familjen gallglanssteklar. Arten är reproducerande i Sverige. Inga underarter finns listade i Catalogue of Life.